# Innocents Tour
Innocents Tour (o también llamado 'The Innocents Tour') es la quinta gira del dúo británico Erasure representando a su álbum The Innocents y también representando a su primer EP Crackers International y la canción Stop! que habían publicado hace meses. La gira tuvo éxito en varios países de Europa y consta de dos partes en el mismo año, para primavera y verano y la otra parte es solo para el mes de noviembre.

## Banda
- Andy Bell (Cantante)
- Vince Clarke (Tecladista y guitarrista)
- Valerie Chalmers (Corista)
- Emma Chalmers (Corista)
- Jonti (Percusionista)
- Guy Barker (Trompetista)

## Temas interpretados
Parte 1: (Primavera, Verano)
1. Phantom Bride (Clarke/Bell)
2. Heart of Stone (Clarke/Bell)
3. Hideaway (Clarke/Bell)
4. Yahoo! (Clarke/Bell)
5. A Little Respect (Clarke/Bell)
6. It Doesn't Have to Be (Clarke/Bell)
7. Ship of Fools (Clarke/Bell)
8. The Circus (Clarke/Bell)
9. Witch in the Ditch (Clarke/Bell)
10. Who Needs Love (Like That) Vince Clarke
11. Oh L'Amour (Clarke/Bell)
12. Hallowed Ground (Clarke/Bell)
13. Say What / Chains of Love (Clarke/Bell)
14. Victim of Love (Clarke/Bell)
15. Sometimes (Clarke/Bell)
16. River Deep - Mountain High (Phil Spector/Jeff Barry/Ellie Greenwich)
17. Spiralling (Clarke/Bell)

Parte 2: (Solo en Noviembre)
1. Chains of Love (Clarke/Bell)
2. A Little Respect (Clarke/Bell)
3. Witch in the Ditch (Clarke/Bell)
4. The Circus (Clarke/Bell)
5. The Hardest Part (Clarke/Bell)
6. Push Me Shove Me Vince Clarke
7. Gimme! Gimme! Gimme! (A Man After Midnight) (Benny Andersson/Björn Ulvaeus)
8. Spiralling (Clarke/Bell)
9. Hallowed Ground (Clarke/Bell)
10. Oh L'Amour (Clarke/Bell)
11. Who Needs Love (Like That) Vince Clarke
12. Stop! (Clarke/Bell)
13. Victim of Love (Clarke/Bell)
14. Ship of Fools (Clarke/Bell)
15. Knocking on Your Door (Clarke/Bell)
16. Sometimes (Clarke/Bell)

## Datos adicionales
La gira tuvo un VHS llamado Innocents que mostraba parte (sólo 14 canciones) del show brindado el 15 de noviembre de 1988. En la reedición por del álbum en 2009, se incluyó un DVD, con ese mismo show pero con 16 canciones -se agregaron Gimme! Gimme! Gimme! (A Man After Midnight) y Witch in the Ditch, ambas omitidas en el VHS).